# آو (أسطورة)
آو (بالإنجليزية: Ao)‏ في الميثولوجيا البولينيزية هو «النور» ولكنه النور الذي يقابل «بو» Po «الليل» وليس أي نور. إنه رب الغيوم عند البولينيزيين، والجد الأول للاوري ويسمونه أحيانا «والد الأجداد». والغيوم في الباسيفيك لا تترافق مع الظلمة، لأنها تظهر مثل عوامید من نور. وهو الرب الأهم عند البحارة الذين يمكنهم تقدير ظهور البر من شكل الغيوم في الأفق، كما أنهم يشاهدون هذه الغيوم ليتنبأوا بسقوط المطر. ويسمى أيضا «أو توتو» Ao Toto أي «الفجر الأحمر مثل الدم».